# Fryderyk II legnicki
Fryderyk II (ur. 14 lutego 1480 w Legnicy, zm. 17 października 1547 tamże) – książę legnicki, oławski, brzeski, ścinawski, głogowski i ziębicki, przedstawiciel śląskiej gałęzi dynastii Piastów, syn Fryderyka I legnickiego.

## Życiorys
Syn Fryderyka I legnickiego i Ludmiły, urodził się 14 lutego 1480.
W 1507 roku, nie będąc obciążonym obowiązkami państwowymi i wzorując się na księciu Legnicy Ludwiku II, odbył pielgrzymkę do Ziemi Świętej.
Władał księstwem legnickim od 1498, a księstwem brzeskim od 1521 roku. Dzięki swej polityce finansowej powiększył obszar księstwa o ziemie zaodrzańskie.
W 1515 poślubił Elżbietę, najmłodszą córkę króla Kazimierza Jagiellończyka, która zmarła kilkanaście miesięcy później przy porodzie jedynej córki – Jadwigi. W 1519 roku ożenił się ponownie z Zofią Hohenzollern – siostrzenicą swojej pierwszej żony. Miał z nią dwóch synów: Fryderyka III i Jerzego II oraz córkę Zofię – żonę Jana Jerzego Hohenzollerna – margrabiego Brandenburgii.
Za jego rządów istniał założony w Legnicy uniwersytet. W swoich miastach książę działał na rzecz porządku, czystości, zlecając oświetlanie i brukowanie ulic. Do jego osiągnięć należało także zwiększanie obronności miast jego państwa, za jego wolą Legnica zmieniła swój układ przestrzenny przebudowując liczne kaplice i kościoły za murami miasta w system forteczny. Przed 1521 rokiem było na przedmieściach około 15 kościołów i kaplic, w tym Kolegiata pw. Grobu Świętego czy kościół Św. Jakuba w pobliżu bramy wrocławskiej, wszelkie te przybytki książę w obawie przed Turkami kazał rozebrać, a na ich miejscu usypać wały i tworzyć drugą fosę. Razem z małżonką Zofią, ufundował także armatę z brązu dla obrony miasta.
8 kwietnia 1525 roku, ze względu na bliskie koligacje rodzinne z Hohenzollernami, a także na przyjaźń Zygmunta I króla Polski, wybrano go testorem traktatu krakowskiego.
W roku 1523 książę, mając pełny skarbiec, kupił od Jana Thurzo, brata biskupa wrocławskiego Jana Thurzo księstwo wołowskie. W tym samym roku przeszedł na protestantyzm i dał ludności księstwa wolność wyznania. Przez wiele lat popierał reformatora Kaspara Schwenkfelda, w końcu jednak pod naciskiem suwerena, króla czeskiego Ferdynanda I, zmusił go z racji jego radykalizmu do emigracji. W 1526 r. Fryderyk II był jednym z kandydatów na tron czeski (po matce Ludmile był wnukiem króla Jerzego z Podiebradów). W 1537 r. zawarł z margrabią brandenburskim traktat o wzajemnym dziedziczeniu, który po latach musiał wypowiedzieć pod naciskiem suwerena i stanów czeskich. Związek z Domem Brandenburskim pozostał jednak częścią jego testamentu politycznego i był realizowany przez jego synów, zwłaszcza Jerzego II brzeskiego. W 1542 poszerzył także władztwo na południu, gdy tytułem zastawu objął księstwo ziębickie.

## Galeria

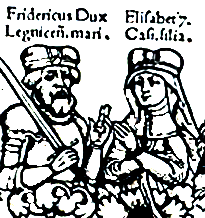
Fryderyk II i Elżbieta
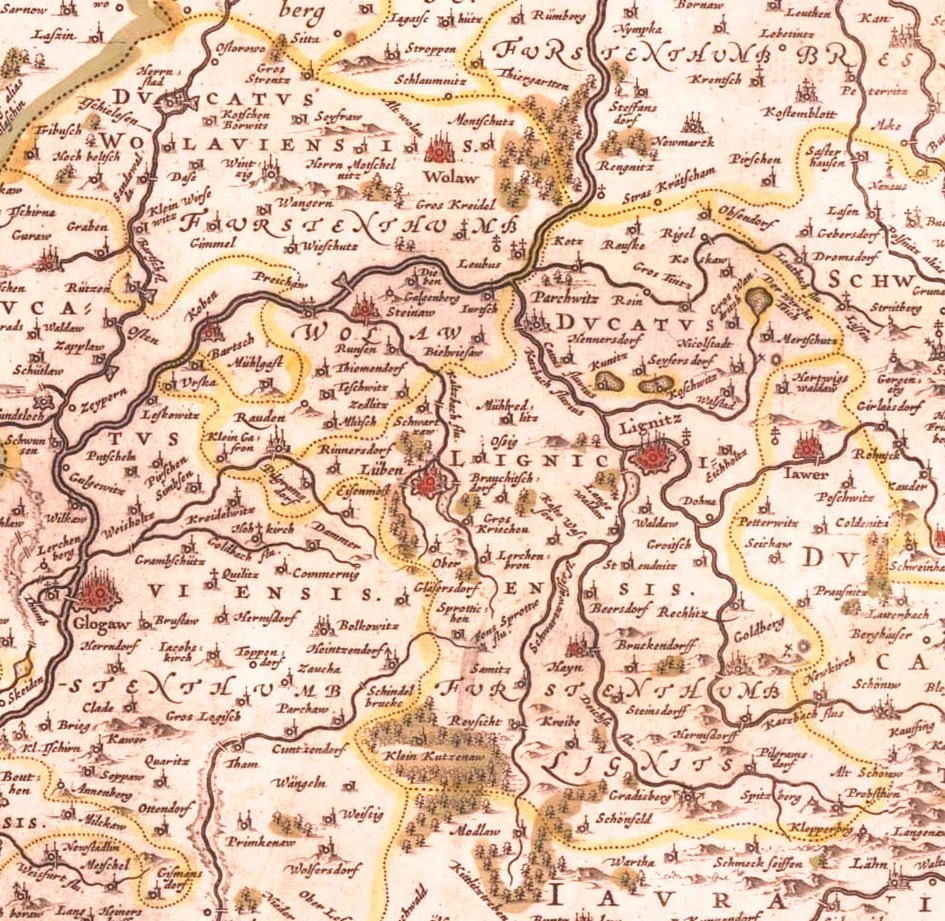
Ks. legnickie i wołowskie
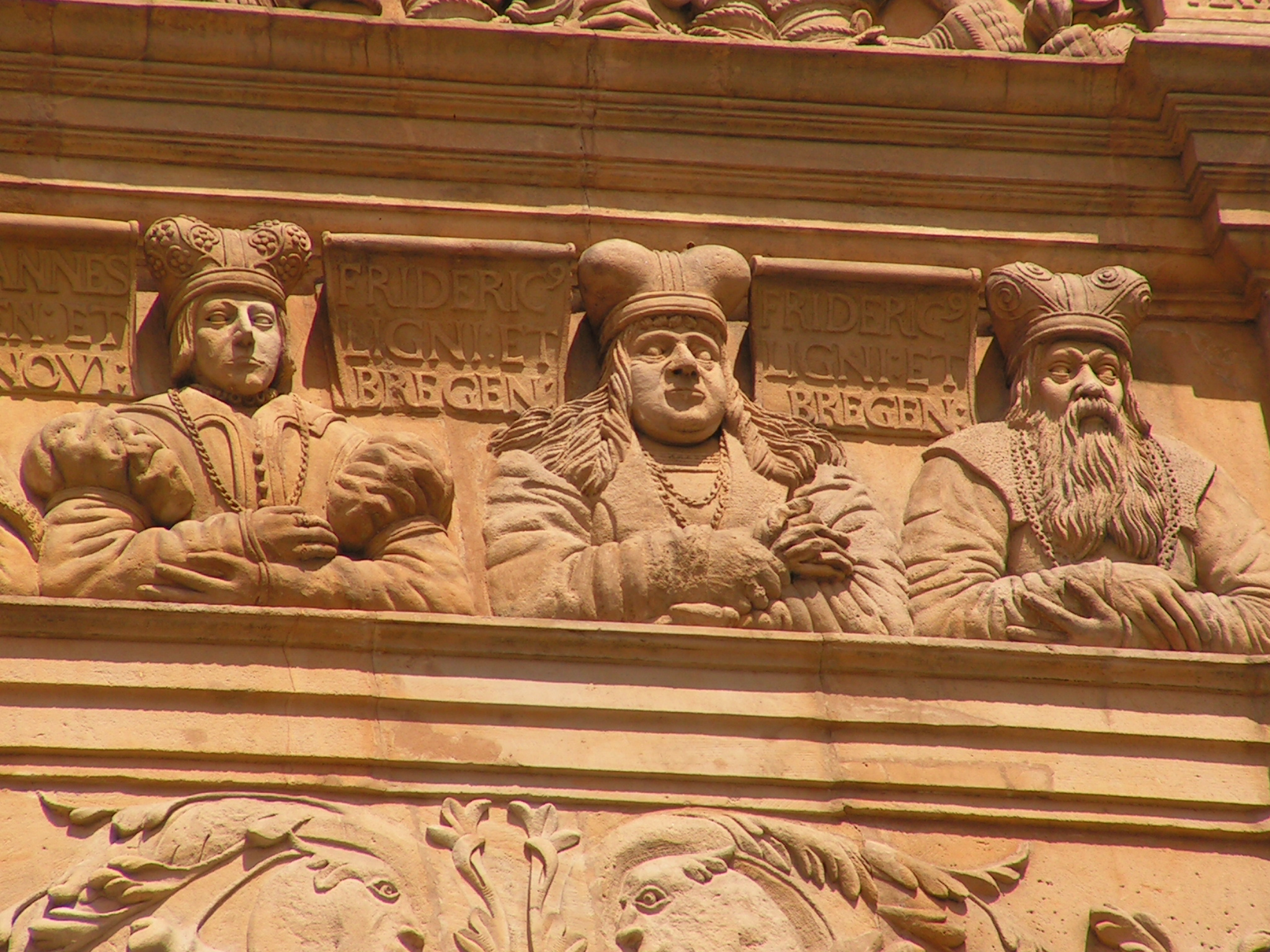
Fryderyka II (P) na bramie w Brzegu
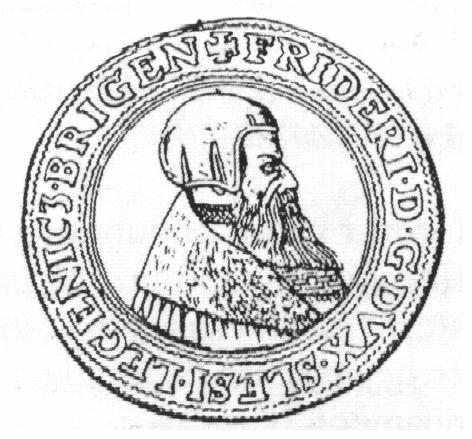
Fryderyk II na talarze
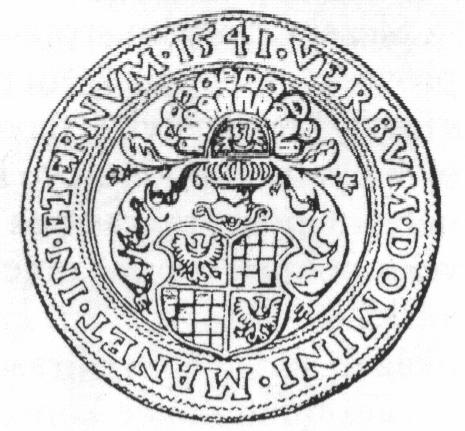
Herb Fryderyka II